# Anthony Francis Mestice
Anthony Francis Mestice (* 6. Dezember 1923 in der Bronx, New York City; † 30. April 2011 in Manhattan, New York City) war römisch-katholischer Weihbischof in New York. 

## Leben
Anthony Francis Mestice studierte am St. Josephs Seminar in Yonkers und empfing am 4. Juni 1949 die Priesterweihe durch Francis Joseph Kardinal Spellman. Er war zunächst in der Seelsorge in der Pfarre St. Antonius in Wakefield tätig, ab 1969 in der Pfarre Our Lady of Mount Carmel in Poughkeepsie, danach in St. Dominic im New Yorker Stadtteil Bronx.
Papst Paul VI. ernannte ihn am 5. März 1973 zum Titularbischof von Villa Nova und zum Weihbischof in New York. Der Erzbischof von New York Terence James Kardinal Cooke spendete ihm am 27. April 1973 die Bischofsweihe; Mitkonsekratoren waren John Joseph Maguire, Koadjutorerzbischof von New York, und Joseph Maria Pernicone, Weihbischof in New York. 
Er engagierte sich in zahlreichen Aufsichtsgremien der Erzdiözese New York. Er gründete die Kommission Gesundheit und Soziales des Dutchess County. Von 1973 bis 1985 war er Bischofsvikar für die Berufungspastoral in der Erzdiözese New York. Von 1980 bis 1983 war er Vorsitzender des Ausschusses für die Berufungen der Bischofskonferenz der Vereinigten Staaten. Er lehrte am Manhattan College. Er wurde mit der Ehrendoktorwürde der Humane Letters des Marist College in Poughkeepsie NY ausgezeichnet.
Am 30. Oktober 2001 nahm Papst Johannes Paul II. seinen altersbedingten Rücktritt an.